# 치와와주

치와와 주

치와와주(스페인어: Chihuahua)는 멕시코 북서부에 위치한 주로 주도는 치와와이며 면적은 247,460km2, 인구는 3,406,465명(2010년 기준), 인구 밀도는 14명/km2이다. 1824년 7월 6일에 신설되었으며 67개 지방 자치체를 관할한다. 멕시코에서 면적이 가장 큰 주이며 서쪽으로는 소노라주, 남서쪽으로는 시날로아주, 남쪽으로는 두랑고주, 동쪽으로는 코아우일라주, 북쪽과 북동쪽으로는 미국 뉴멕시코주, 텍사스주와 접한다.
"치와와"란 명칭의 유래는 뚜렷하지 않지만 나우아틀어의 "건조한 모래 장소"라는 뜻의 '시쿠아와'(Xicuahua)에서 유래되었다고 추정된다. 주에서 가장 큰 도시 시우다드후아레스는 80만명이 거주한다.
치와와 주는 멕시코 혁명 때에는 가장 중요한 역할을 한 곳으로, 판초 비야가 인솔하는 혁명군과 연방 정부군의 사이의 전쟁지였다.

주기
주 문장

## 인구
| 연도 | 인구      | ±%     |
| ---- | --------- | ------ |
| 1895 | 265,546   | —      |
| 1900 | 327,784   | +23.4% |
| 1910 | 405,707   | +23.8% |
| 1921 | 401,622   | −1.0%  |
| 1930 | 491,792   | +22.5% |
| 1940 | 623,944   | +26.9% |
| 1950 | 846,414   | +35.7% |
| 1960 | 1,226,793 | +44.9% |
| 1970 | 1,612,525 | +31.4% |
| 1980 | 2,005,477 | +24.4% |
| 1990 | 2,441,873 | +21.8% |
| 2000 | 3,052,907 | +25.0% |
| 2010 | 3,406,465 | +11.6% |
| 2015 | 3,556,574 | +4.4%  |
| 2020 | 3,741,869 | +5.2%  |